# Eduard Kretzschmar
Carl Eduard Kretzschmar (født 21. marts 1806 i Leipzig, død 7. juli 1858 sammesteds) var en tysk træskærer.
Kretzschmar, der blev uddannet i Berlin, var grundlægger af den betydningsfulde xylografiske anstalt i Leipzig (hvorfra blandt andet illustrationerne til Nibelungenlied, Musäus' eventyr, Tschudis Dyreliv i Alperne er udgået). Han var fra 1846 knyttet til Illustrirte Zeitung og blev en førende skikkelse i tysk træskærerkunst. Kretzschmar grundede sit ry 1839—42 med en række blade efter Adolph Menzel: 12 portrætter af preussiske hærførere (Aus König Friedrichs Zeit, tekst af Alexander Duncker, ny udgave 1886), illustrationerne til Kuglers Frederik den Stores Historie m. v.